# 179647 Stuartrobbins
179647 Stuartrobbins este o planetă minoră (asteroid) din centura de asteroizi. A fost descoperită pe 10 august 2002 la Observatorio de Cerro Tololo⁠(d) de Marc Buie⁠(d). 
Obiectul prezintă o orbită caracterizată de o semiaxă mare de 2,4432513951556 UAi, o excentricitate de 0,18, o înclinație de 1,2 ° în raport cu ecliptica.